# リゴベルタ・メンチュウ
リゴベルタ・メンチュウ・トゥム（Rigoberta Menchú Tum, 1959年1月9日キチェ県チメール - ）はグアテマラのマヤ系先住民族の1つキチェ族の人権活動家・実業家である。1992年にノーベル平和賞、1998年にアストゥリアス皇太子賞国際協力部門を受賞した。メンチュウはユネスコ親善大使の1人である。人類学者のエリザベス・ブルゴスによる聞き取り『私の名はリゴベルタ・メンチュウ』（1983年）、Crossing Borders などの著書がある。幼少期から不正、差別、人種差別、グアテマラの極貧状態で生きる何十万もしくは何百万人もの先住民に対する搾取の事実を痛切に感じていた。軍と準軍組織により、両親、兄弟、共同体のメンバーが暗殺されている。
2007年2月12日メンチュウは先住民の政党をつくり、2007年大統領選挙に立候補すると発表し、「グアテマラのための出会い」の候補者となった。9月10日、メンチュウの得票は約3.06%にとどまった。

## 生い立ちと活動
メンチュウはカトリック系の全寮制の学校で初等教育を受け、1960年から1996年まで続いたグアテマラ内戦時代の軍事政権による人権侵害に反対する農民統一委員会 (CUC) の活動家になった。
1982年、彼女はフランス系ベネスエラ人の人類学者エリザベス・ブルゴスにより "Me llamo Rigoberta Menchú y así me nació la conciencia" (My Name is Rigoberta Menchú and this is how my Conscience was Born) の録音取材を受けた。この本は1983年にスペイン語とフランス語訳で出版され、カサ・デ・ラス・アメリカス賞を受賞した。1984年に英語、1987年に日本語訳された。
1991年、メンチュウは先住民族の権利に関する国際連合宣言を協議する作業部会に加わった。
また、メンチュウらは、1980年に起こった在グアテマラ・スペイン大使館占拠事件に対する虐殺などの責任追及を求めて、スペインに軍と政権の関係者の裁判を求めてきた。内戦の間に犯された犯罪の起訴がグアテマラでほとんど不可能なため、1999年に彼女はスペインの法廷に訴状を提出した。スペインの法廷は原告がグアテマラの法制度上での正義の追求の可能性をすべて使い果たしたわけではないと判断したため、これらの試みは頓挫した。
2006年12月23日、スペインは、大量虐殺と拷問の罪でグアテマラの7人の元政府関係者の引渡しをグアテマラ政府に要求した。この中には軍事支配者のエフライン・リオス・モントやオスカル・ウンベルト・メヒア・ビクトレスも含まれていた。スペインの最高裁判所は、スペインの市民が関与せずとも海外で犯された大量虐殺の事件をスペインで審理することができると決定した。スペイン市民の死亡に加え、最も重大な訴えにはグアテマラのマヤ系の人々に対するジェノサイドが含まれている。
メキシコに亡命する中で低価格の後発医薬品を提供するために彼女は Salud para Todos（万人の健康）社と Farmacias Similares（類似薬）社の代表としてメキシコで製薬産業に没頭した。
2004年以降、彼女は1996年の和平協定の大統領親善大使を務める。
2007年のグアテマラ大統領選挙にメンチュウは立候補した。

## ストールによる批判
"I, Rigoberta Menchú" の出版から10年以上経った1999年、米国の人類学者デヴィッド・ストール (David Stoll) が、メンチュウの話の詳細について、政府文書や土地所有権の申し立て（多くはメンチュウ自身の家族によるもの）との比較検討による調査と、元隣人や地域、友人や敵対者などの（メンチュウ以外の）人々へのインタヴューを行い、その結果を "Rigoberta Menchú and the Story of All Poor Guatemalans" として出版した。ストールは「マルクス主義のゲリラが訪れ、グアテマラ軍に攻撃された」マヤの農村でメンチュウが育ったことを確認する一方で、メンチュウが「両親の暗殺後に政治的な幹部として加わったゲリラ運動」を宣伝するために、彼女の人生や家族、村の多くの要素を変えたことを発見したと主張した。
『私の名は』によればメンチュウと家族が、ヨーロッパ系の子孫である裕福なグアテマラ人とグアテマラ政府による支配との闘いに活発に関与していると主張し、また父親のビセンテ・メンチュウが農民統一委員会の創設者だとしている。ストールとローサーは、ビセンテは貧しいが地域のマヤの平均よりは裕福だったのを見付けたとした。共同体のリーダーとして彼はグアテマラ政府から 27.53 km2の土地の借地権を得た。不幸にも彼の成功は、同じ土地の一部を要求していた妻側の親族、トゥム家との長期にわたる係争を生むことになった。娘が地下の政治的組織者だったと主張する1970年代末、彼はチメールの自宅で米国の平和部隊のボランティアに参加していた。
1982年の体験談で彼女は、他の数百万の貧困なマヤの農場労動者と同じく、彼女の家族も毎年8ヶ月、遠い沿岸地方のプランテーションで働かざるを得なかったと主張した。だが近所の話では、彼女の家族は比較的裕福なため、そうした生活を送らずに済んだという。また彼女は「学校に通えばラディーノになり、マヤのルーツを忘れてしまうという理由で父から進学を許されなかった」と主張していたが、実際はカトリックの修道女たちの支援で8学年まで進んだ。
あるエピソードでは、メンチュウは彼女と家族が見守る中、弟のペトロシニオがグアテマラ軍に町の広場で生きたまま焼き殺されたとしている。しかしストールは、近隣住民のインタビューと人権報告書の調査から、ペトロシニオは軍の支援を受けた準軍組織に射殺され、彼女の家族はその死を目撃していないと結論づけた。しかしストールは、彼女がグアテマラの治安部隊により両親と2人の兄弟、義理の姉妹と3人の姪と甥を失っていることは真実であり、彼女の1983年の話は出鱈目ではないと主張している。
こうした指摘に対してメンチュウは当初、ストールがグアテマラ軍を弁護し、すべての暴力の犠牲者の評判を落そうとしていると非難したが、後に、彼女自身の話に確かに改変を加えたことを認めた。ノーベル委員会は「報告された偽り」により彼女のノーベル賞を取り消せという要求を斥けた。委員長のゲイル・ルンデスタッド教授は彼女の受賞が「自伝のみに依るものでも係るものでもない」と語った。ノーベル委員会によれば、「ストールは彼女のノーベル賞に賛成し、彼女が描いた軍の極悪ぶりについては疑問の余地はないとしている。

## 著書
- 農民統一委員会 共著 神代修 訳『大地の叫び グアテマラ先住民族の闘争』青木書店 1994年5月 ISBN 978-4250940101